# Flyveleder
En flyveleder står for sikker adskillelse og håndtering af lufttrafik både i luften og på jorden. En flyveleder er på et givent tidspunkt ansvarlig for en sektor, der kan dække et område på en lufthavn eller i luften. Flyveledelse er inddelt i tre kategorier – tårnkontrol, ind- og udflyvningskontrol samt områdekontrol. Desuden ydes i visse luftrum informationsservice. I Danmark er det flyvelederne hos Naviair i Kastrup, der er ansvarlige for håndtering af lufttrafik.
- Tårnkontrol – Står for bekræftelsen og klareringen af ruten som kaptajnen eller luftfartselskabet på forhånd har indsendt til flyvekontroltjensten, sikker håndtering af flytrafik på jorden via rulleveje, standpladser mv. i en lufthavn samt alle start- og landingsbaner, VFR trafik i kontrolzonen (CTR) og start- og landingstilladelser.
- Ind- og udflyvningskontrol – Kontrollerer både indgående og udgående trafik ved større og/eller mindre flyvepladser. Opgaven består i at dirigere trafik på vej til/fra lufthavne sikkert fra lufthavnen ud på flyveruten eller omvendt.
- Områdekontrol – Står for overordnet håndtering af flytrafik som ikke er kontrolleret i en specifik lufthavn. Opgaven består i af dirigere trafik mellem lufthavne, når denne opgave ikke er dækket af den lokale ATS-enhed (Ind- og udflyvningskontrol).

- Informationsservice – Hvis opgave ikke er at dirigere trafik og adskille denne fra anden, men at informere piloter om vejrforhold og anden trafik. Forbindes som oftest med ukontrolleret luftrum. I Danmark udføres flyveinformationstjeneste i både kontrolleret og ukontrolleret luftrum. Flyveinformationstjeneste tilbydes piloter der flyver efter de Visuelle Flyve Regler (VFR), samt piloter i ukontrolleret luftrum der flyver efter Instrument Flyve Reglerne (IFR).

Tårnflyvelederens primære værktøj er det visuelle billede af trafikken, der kan opnås ved at kigge ud af tårnets vinduer (Dette er netop grunden til, at denne er placeret i et tårn). Ind- og udflyvningskontrol samt områdekontrol benytter typisk radar som primært værktøj til dirigering af lufttrafik. Dette kan ske ved hjælp af transponder. Civile danske flyveledere er ansat i selskabet Naviair. Militære flyveledere er ansat i Flyvevåbnet under Forsvarsministeriet.